# Грејнџер (Тексас)
Грејнџер (енгл. Granger) град је у америчкој савезној држави Тексас. По попису становништва из 2010. у њему је живело 1.419 становника.

## Демографија
Према попису становништва из 2010. у граду је живело 1.419 становника, што је 120 (9,2%) становника више него 2000. године.
| Група             | 2000.       | 2010.       |
| Белци             | 849 (65,4%) | 830 (58,5%) |
| Афроамериканци    | 111 (8,5%)  | 99 (7,0%)   |
| Азијати           | 4 (0,3%)    | 7 (0,5%)    |
| Хиспаноамериканци | 330 (25,4%) | 470 (33,1%) |
| Укупно            | 1.299       | 1.419       |